# Caney (Kansas)
Caney és una població dels Estats Units a l'estat de Kansas. Segons el cens del 2000 tenia 2.092 habitants.

## Demografia
Segons el cens del 2000, Caney tenia 2.092 habitants, 850 habitatges, i 574 famílies. La densitat de població era de 673,1 habitants per km².
Dels 850 habitatges en un 35,4% hi vivien nens de menys de 18 anys, en un 52,8% hi vivien parelles casades, en un 11,3% dones solteres, i en un 32,4% no eren unitats familiars. En el 30,1% dels habitatges hi vivien persones soles el 15,1% de les quals corresponia a persones de 65 anys o més que vivien soles. El nombre mitjà de persones vivint en cada habitatge era de 2,43 i el nombre mitjà de persones que vivien en cada família era de 3,03.
Per edats la població es repartia de la següent manera: un 28,6% tenia menys de 18 anys, un 7% entre 18 i 24, un 27,4% entre 25 i 44, un 19,8% de 45 a 60 i un 17,2% 65 anys o més.
L'edat mediana era de 36 anys. Per cada 100 dones de 18 o més anys hi havia 82,1 homes.
La renda mediana per habitatge era de 31.316 $ i la renda mediana per família de 40.000 $. Els homes tenien una renda mediana de 29.833 $ mentre que les dones 22.917 $. La renda per capita de la població era de 17.578 $. Entorn del 6,1% de les famílies i l'11,3% de la població estaven per davall del llindar de pobresa.

## Poblacions més properes
El següent diagrama mostra les poblacions més properes.